# الاتحاد المدني الراديكالي
الاتحاد المدني الراديكالي (بالإسبانية: Unión Cívica Radical )‏ هو حزب سياسي أرجنتيني، أسس في 26 يونيو 1891، يقع مقره في بوينس آيرس.

## أعضاء بارزون
- كود سباركل
- تحديث القائمة

- راؤول ألفونسين
- فرناندو دي لاروا
- هيبوليتو يريغوين
- آرتورو فرونديزي
- ارتورو أمبرتو إيليا (1918 - 1957)
- مارسيلو توركواتو دي الفير
- روبرتو ماريا أورتيز
- خوسيه ماريا غيدو
- خوليو كوبوس
- Leandro N. Alem